# 키네시마
키네슈마(러시아어: Кинешма)는 러시아 이바노보주의 도시이며 키네솀스키 군의 중심지이다. 이 도시는 2002년에는 주민이 95,233명이 거주한다. 이바노보 주에서 두 번째로 큰 도시이며 볼가강과 접한다. 모스크바에서 400 km, 이바노보에서 100 km 떨어진 지점에 위치한다.